# André Buffière
Pierre André Buffière (Vion, Ródano-Alpes, 12 de noviembre de 1922 - ib., 2 de octubre de 2014) fue un jugador y entrenador de baloncesto francés.
Consiguió cinco medallas en competiciones internacionales con Francia, cuatro como jugador, y una como seleccionador. Después de retirarse se dedicó a ser entrenador de baloncesto entrenando a equipos franceses como el CSP Limoges, ASVEL Villeurbanne, Le Mans Sarthe Basket, y la selección de Francia, teniendo una longeva carrera de cerca de 40 años en los banquillos galos.